# Rocaille
Rocaille (fr., af roc, 'klippe') er det centrale ornament i rokokostilen.
Oprindeligt betegnede rocaille et kunstigt grotteværk, sammenstillet på mørtelgrund af stenmuslinger, koraller, bølger, sneglehuse og lign. og brugt til dekoration i havearkitektur, springvand, grotter eller nicher. Sådanne dekorationer, der var en opfindelse af den italienske barok, forekom allerede i det 17. århundrede i hele Europa og kom til at give navn til rokokostilen. Disse grotter findes i mange europæiske slotte.
I sin anden betydning betegnet rocaille et asymmetrisk ornament sammensat af slyngende c- og s-formede kurver, der imiterer koraller, muslinger eller bølger. Rocaillen blev anvendt i grafik, på møbler, paneler, spejle, malerirammer og porcelæn, som stukkatur og på bygningsfacader.
Ornamenttegnerne og arkitekterne Juste-Aurèle Meissonnier, Gilles-Marie Oppenord og Germain Boffrand var afgørende for rokokoens udvikling, ikke mindst udformningen af rocaillen fra 1730 og fremefter. I rokokoens modne fase kunne rocaille antage helt selvstændig karakter, så den ikke længere var ornament, men hovedmotiv. De ses bl.a. i hovedalteret i Balthasar Neumanns kirke Vierzehnheiligen i Franken og i Franz Anton Bustellis skulpturværker for Nymphenburg Porcelænsfabrik i München.